# سناء إبراهيم (لاعبة إسكواش)
سناء إبراهيم (مواليد 15 يناير 2003، القاهرة) هي لاعبة إسكواش مصرية محترفة. اعتبارًا من فبراير 2020، احتلت المرتبة 84 في العالم. فازت بأول لقب احترافي لها في جولة الاسكواش المصرية 2020. احتلت التصنيف 47 عالميًا في مارس 2021.

## السيرة
فازت ببطولة بريطانيا المفتوحة لإسكواش تحت 15 عامًا في عام 2018، حيث فازت على الماليزية عيرا أزمان بنتيجة 3-2، في مباراة أمتدت إلى 58 دقيقة.
شاركت في بطولة العالم للاسكواش في القاهرة في عام 2019، حيث خسرت من المصنفة الأولى عالميًا رنيم الوليلي لاعبة نادي وادي دجلة بنتيجة 3-0.
حصلت سناء على كارت استثناء من الاتحاد للمشاركة في بطولة سي أي بي مصر الدولية المفتوحة للاسكواش 2020 البلاتينية، وواجهت زينة مكاوي في أول مباراة، وخسرت المبارة بنتيجة 3-2، في مباراة أمتدت إلى 55 دقيقة.
فازت سناء ببطولة بريطانيا المفتوحة لإسكواش في مدينة برمنغهام تحت 17 سنة في عام 2020.
تشارك سناء في بطولة بلاك بول الدولية الرابعة لسيدات الإسكواش في مارس 2021، وواجهت في المبارة الأولى دونا لوبان.